# Говдя Петро Іванович
Петро Іванович Го́вдя (1 листопада 1922, Копачів — 11 липня 1991, Київ) — український радянський мистецтвознавець; член Спілки радянських художників України. Батько мистецтвознавиці Ольги Говді.

## Біографія
Народився 1 листопада 1922 року в селі Копачеві (нині Обухівський район Київської області, Україна). Протягом 1943—1949 років навчався у Ленінградському інституті живопису, скульптури та архітектури імені Іллі Рєпіна. Член ВКП(б) з 1950 року.
Упродовж 1953—1990 років працював у Київському художньому інституті, де у 1953—1966 роках завідував кафедрою теорії та історії мистецтв; у 1962—1964 роках був деканом архітектурного і мистецтвознавчого факультетів, викладав теорію й історію мистецтва. Одночасно у 1953—1956 роках — заступник директора з наукової роботи Державного музею українського образотворчого мистецтва; у 1956—1959 роках — обіймав посаду головного редактора Державного видавництва образотворчого мистецтва і музичної літератури Української РСР; у 1966—1969 роках — директор Державного музею українського образотворчого мистецтва. З 1967 по 1987 рік обіймав посаду головного редактора журналу «Образотворче мистецтво» та у 1972—1980 роках — голови Республіканської комісії з критики, мистецтвознавства і друку.
Мешкав у Києві в будинку на Лаболаторному провулку, № 24. Помер у Києві 11 липня 1991 року.

## Наукова діяльність
Наукові дослідження з питань теорії та історії українського образотворчого мистецтва XIX—XX століть:
- автор статей «Карл Брюллов і Тарас Шевченко» (1956), «Шевченко-портретист» (1961), «Національна своєрідність творчості Шевченка-художника» (1963), «Традиції Тараса Шевченка в українському образотворчому мистецтві XIX століття» (1965, у збірнику праць XIII наукової конференції), «Мистецтво Української РСР» (1967, у збірнику «Искусство, рожденное Октябрем»; співавтор Леонід Владич), «Тарас Шевченко в дореволюційній художній критиці» (1971);
- уклав альбоми про творчість Георгія Чернявського (1971), Олександра Лопухова (1976), Вадима Одайника (1979), Миколи Максименка (1983);
- автор досліджень «Тарас Шевченко — художник» (1955), «Російсько-українські зв'язки в образотворчому мистецтві» (1956), «Микола Пимоненко» (1957), «Українське радянське образотворче мистецтво» (1958), «Абстракціонізм і кому він служить» (1963), «Олександр Софронович Пащенко» (1964),  «Українське мистецтво другої половини XIX — початку XX століття» (1964), «Нариси з історії українського мистецтва» (1966, у співавторстві),  «Володимир Донатович Орловський» (1968, у співавторстві), «Передвижники і Україна» (1968, у співавторстві), «Державний музей українського образотворчого мистецтва» (1972), «Вірність традиціям» (1982), «Українське мистецтво другої половини 19 — початку 20 століття» (1989, у співавторстві).

Був редактором першого видання «Історії українського мистецтва» (1966—1970).
З 1955 року публікувався у журналах «Мистецтво», «Искусство», «Творчество»; автор статей у збірці «Нариси з історії українського мистецтва» (Київ, 1966).

## Відзнаки
- Орден «Знак Пошани» (1967);
- Заслужений діяч мистецтв УРСР з 1968 року.